# Llau de la Vinyeta
La llau de la Vinyeta és un barranc del terme de Castell de Mur, dins de l'antic terme de Mur, al Pallars Jussà. Pertany al territori del poble de Vilamolat de Mur.
Es forma a l'extrem oriental de la Cornassa i a l'occidental del Serrat Rodó, des d'on davalla cap al nord-nord-oest, però fent moltes giragonses i canvis de direcció. Discorre paral·lel a llevant del Serrat de la Vinyeta, i passa a ponent de l'Era de Ferriol. Al tram final passa a ponent de la Vinya de Miret i a llevant de la Vinyeta. Finalment, s'aboca en la llau del Romeral a ponent de Vilamolat de Mur.